# Phyllonorycter leucaspis
Phyllonorycter leucaspis is een vlinder uit de familie mineermotten (Gracillariidae). De wetenschappelijke naam van deze soort is voor het eerst geldig gepubliceerd in 2004 door Triberti.
De soort komt voor in tropisch Afrika.